# Porsche SE
 (juillet 2022).
La mise en forme du texte ne suit pas les recommandations de Wikipédia : il faut le « wikifier ».
Les points d'amélioration suivants sont les cas les plus fréquents. Le détail des points à revoir est peut-être précisé sur la page de discussion.
- Les titres sont pré-formatés par le logiciel. Ils ne sont ni en capitales, ni en gras.
- Le texte ne doit pas être écrit en capitales (les noms de famille non plus), ni en gras, ni en italique, ni en « petit »…
- Le gras n'est utilisé que pour surligner le titre de l'article dans l'introduction, une seule fois.
- L'italique est rarement utilisé : mots en langue étrangère, titres d'œuvres, noms de bateaux, etc.
- Les citations ne sont pas en italique mais en corps de texte normal. Elles sont entourées par des guillemets français : « et ».
- Les listes à puces sont à éviter, des paragraphes rédigés étant largement préférés. Les tableaux sont à réserver à la présentation de données structurées (résultats, etc.).
- Les appels de note de bas de page (petits chiffres en exposant, introduits par l'outil «  Source ») sont à placer entre la fin de phrase et le point final[comme ça].
- Les liens internes (vers d'autres articles de Wikipédia) sont à choisir avec parcimonie. Créez des liens vers des articles approfondissant le sujet. Les termes génériques sans rapport avec le sujet sont à éviter, ainsi que les répétitions de liens vers un même terme.
- Les liens externes sont à placer uniquement dans une section « Liens externes », à la fin de l'article. Ces liens sont à choisir avec parcimonie suivant les règles définies. Si un lien sert de source à l'article, son insertion dans le texte est à faire par les notes de bas de page.
- La présentation des références doit suivre les conventions bibliographiques. Il est recommandé d'utiliser les modèles {{Ouvrage}}, {{Chapitre}}, {{Article}}, {{Lien web}} et/ou {{Bibliographie}}. Le mode d'édition visuel peut mettre en forme automatiquement les références.
- Insérer une infobox (cadre d'informations à droite) n'est pas obligatoire pour parachever la mise en page.

Pour une aide détaillée, merci de consulter Aide:Wikification.
Si vous pensez que ces points ont été résolus, vous pouvez retirer ce bandeau et améliorer la mise en forme d'un autre article.
Ne doit pas être confondu avec Porsche.
Porsche Automobil Holding SE, généralement abrégée en Porsche SE, est une entreprise holding allemande qui détient des participations dans l'industrie automobile. Cette entreprise ne doit pas être confondue avec le constructeur automobile Porsche AG. Les participations principales de Porsche SE sont dans l'entreprise Volkswagen AG et dans Porsche AG: 
- Porsche SE Holding
  - Volkswagen (entreprise)
    - Porsche AG Constructeur automobile

  - Porsche AG Constructeur automobile

Porsche SE a son siège à Zuffenhausen, un quartier de la ville de Stuttgart, dans le Bade-Wurtemberg et est détenue majoritairement par la Famille Porsche (en) . 
Porsche SE a été créée en juin 2007 en renommant l'ancienne entreprise Dr. Ing. hc F. Porsche AG. Elle est devenue une société holding détenant la participation des familles Porsche-Piëch dans le constructeur automobile Porsche AG. Ainsi, les activités de construction automobile étaient séparées des activités de holding. 
L'entreprise Dr. Ing. hc F. Porsche AG (qui signifie Doktor Ingenieur honoris causa Ferdinand Porsche Aktiengesellschaft ), qui produit et fabrique les véhicules de la ligne automobile Porsche, est une filiale de Volkswagen AG et de Porsche SE, le solde étant côté en bourse.

## Histoire
Porsche a été fondée à Stuttgart sous le nom de Dr. Ing. hc F. Porsche GmbH en 1931 par Ferdinand Porsche (1875–1951)  et son gendre Anton Piëch (1894–1952).
À la suite d'une réorganisation de la structure des entreprises, la société Dr Ing. hc F. Porsche AG est devenue une société holding, rebaptisée "Porsche Automobil Holding SE ", et une nouvelle société d'exploitation "Dr Ing. hc F. Porsche AG" est créée en 2007 . Ainsi, les activités de construction automobile sont séparées des activités de holding, et logées dans deux entreprises distinctes, respectivement Porsche AG et Porsche SE .
En 2009, à la suite de l'intégration de Porsche AG dans Volkswagen AG, le constructeur Porsche AG est devenue une filiale à 100% de Volkswagen AG et le holding Porsche SE est devenu le principal actionnaire de Volkswagen AG (31,3%) et détient la majorité des droits de vote (53,1%)  , . 
Le 5 juillet 2012, Volkswagen AG annonce un accord avec Porsche SE, par lequel Volkswagen devient détenteur de 100% des actions du constructeur Porsche AG avec effet au 1er août 2012, et le holding Porsche SE devient actionnaire de Volkswagen AG.
En 2022, le constructeur Porsche AG est introduit en bourse.

## Participations
Outre sa participation dans Volkswagen AG, Porsche SE détient des participations dans Porsche Engineering (en) et Porsche Design Group . Porsche SE détient également une participation de 10% dans le fournisseur américain d'informations routières INRIX .

## Actionnariat
Il y a deux classes d'actions Porsche Automobil Holding SE. La moitié sont des actions ordinaires avec droit de vote et l'autre moitié sont des actions de préférence sans droit de vote. La famille Porsche-Piëch détient 100% des actions ordinaires à fin 2013. Les actions privilégiées, qui ne sont pas détenues par la famille, sont cotées en bourse, sous le symbole PAH3.